# Дадуша
Дадуша (*д/н — бл. 1779 до н. е.) — лугаль міста-держави Ешнунна близько 1788—1779 років до н. е.

## Життєпис
Походив з Аморейської династії Ешнунни. Молодший син лугаля Іпік-Адада II. Невідомо за яких обставин прийшов до влади, ймовірніше повалив лугаля Даннум-Тахаза. Вважається, що відновив або навіть оновив кодекс, відомий як закони Ешнунни.
Поставив за мету позбавитися залежності від царя Шамші-Адада I та відновити колишні кордони держави Ешнунна. Намагався укласти союз з Хаммурапі, царем Вавилону, проте невдало.
Спочатку спрямував удар проти міста Манкісум, що було під владою Ішме-Дагана I, сина Шамші-Адада I. Проте вимушений був зупинитися поблизу міста Екаллатум, біля якого декілька років тривало протистояння. Зрештою Дадуша зумів захопити Манкісум.
За цим продовжив наступ в землях середнього Євфрату. Його армія піднялася вгору Євфратом і захопила регіон від Сухуму до Ханату. Почалося протистояння з Ішме-Даганом I за важливе місто Іта. В свою чергу Дадуша видав свою дочку за правителя міста-держави Рапікум. Можливо останній визнав зверхність царя Ешнунни.

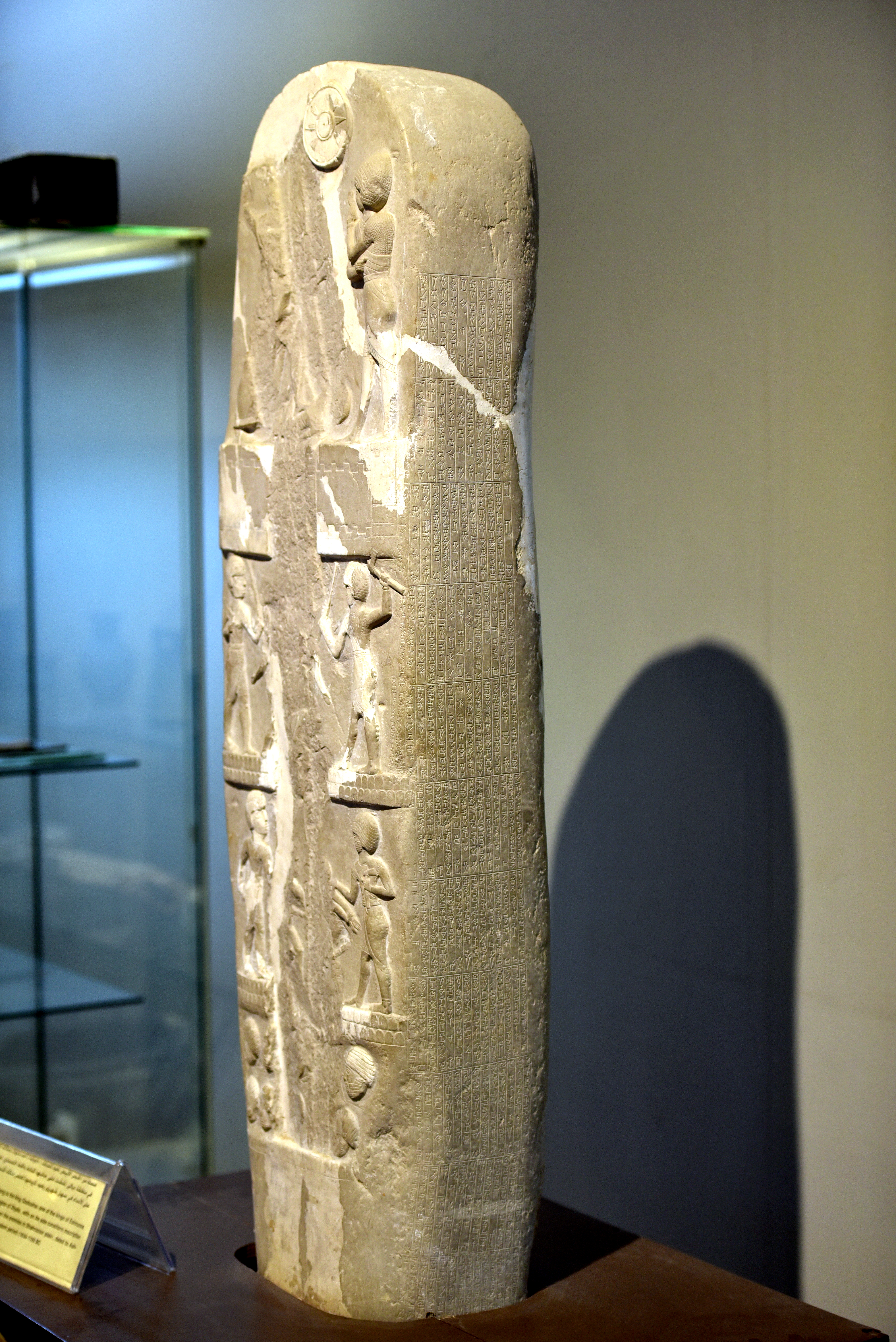
Стела Дадуши

Близько 1781 року до н. е. було укладено мирну угоду з царем Шамші-Ададом I, але її умови невідомі. Напевне було закріплено владу кожної зі сторін на момент укладання договору. За цим Дадуша спільно з Шамші-Ададом I виступив проти міста-держави Убілум, яке було підкорено, а цар Бану-Іштар страчений. На честь цього Дадуша звів власну стелу з 220 рядками клинопису (заввишки 180 см, завширшки 37 см, завтовшки — 18,5 см, зберігається в Національному музеї Іраку). В якості здобичі цар Ешнунни отримав місто Кабра з областю.
Помер цар Ешнунни близько 1779 року до н. е. Йому спадкував син Ібал-пі'ел II.